# 孟晚舟事件

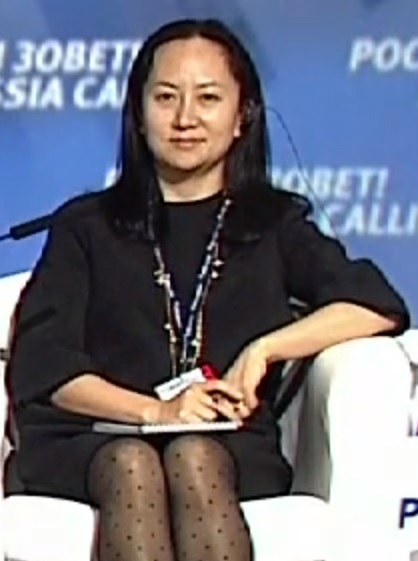
孟晚舟于2014年Russia Calling!投资论坛

孟晚舟事件始於2018年12月1日加拿大警方应美国政府司法互助要求逮捕在温哥华转机的中国华为公司副董事长兼首席财务官孟晚舟，引发涉及中、美、加三国的司法、政治、外交事件。
2018年12月，孟晚舟在加拿大温哥华转机时被捕，美国指控孟晚舟隐瞒香港子公司星通（Skycom）与伊朗的业务往来，违反美国制裁伊朗的规定。经过漫长的引渡審判和外交谈判，中美双方最终对此事达成和解。孟晚舟承認參與了一些不當行為，但不认罪。美國政府则同意撤回向加拿大提出的引渡要求。依据美国司法部与孟晚舟签署的「延期起訴協議」，2022年12月，美国司法部所有对孟晚舟的指控已经撤销。孟晚舟也于2021年9月25日搭乘专机返回深圳，同年10月25日，孟晚舟结束隔离，回到华为公司工作。
2018年12月10日，中国公安机关逮捕两名加拿大人康明凱和迈克尔·斯帕弗，并指控他们涉嫌危害中国国家安全。加拿大政府认为此事件為中華人民共和國政府對孟晚舟事件的報復。由于二人在孟晚舟回国当天被释放，部分媒体认为释放的时机坐实了中国在进行“人质外交”。中国政府则声明康明凯、迈克尔两人犯罪事实确凿，两人也承认自己犯罪，并签署认罪相关的文件。

## 背景

### 美國及國際對伊朗的出口限制
自1979年11月起，美國有長期對伊朗執行程度不一的出口管制，自美國至伊朗的出口，必須取得美國商業部的豁免特許方可進行。而據2010年6月聯合國安全理事會所通過的1929号決議，是有進一步要求其他國家禁止向伊朗提供任何作戰用途的武器設備，也不能接受伊朗涉及核材料與核技術的投資。美國商務部工業和安全局也依據美國出口管制條例的授權，訂定管理清單，用以限制武器、設備、資金、軟體、智慧財產權的出口，目的為阻止大規模殺傷性武器的擴散、執行美國出口管制政策、執行反歧視性杯葛措施，以及維護公眾安全。

### 针对威脅国家安全的指控
长期以来，美国官员一直把华为视作安全威胁。
2012年10月8日，美国众议院情报委员会发布报告指控华为沦为中国政府的武器，偷窃美国企业的知识产权，并且可能监视美国人。报告是在为期11个月的调查后发布的，但报告未对华为为中国充当间谍提出确凿证据。
2012年，白宫发布国家安全审查报告，文中表示没有发现明确证据表明华为曾为中国从事间谍活动，但该调查未打消美国政府与官员的担忧。
2013年，棱镜计划中泄密的文件表明美国国家安全局2007年就开始侵入并暗中监视华为的服务器，取得了华为的路由器和复杂的数字交换机相关的技术信息，并对中国军队、领导人的位置进行跟踪；监听华为首席执行官任正非的通信。美国总统奥巴马则证实秘密调查华为服务器是出于对国家安全方面的担忧。
2018年7月，“五眼聯盟”視华为为“安全威胁”，认为需要抵制华为。8月23日，澳大利亚当局在拒绝进行安全评估的情况下，以“国家安全”为由宣布禁止华为和中兴参与该国5G移動网络建设；11月21日，白宫指责“中国日益频繁的网络攻击”；11月27日，新西兰以“重大网络安全风险”为由禁止該國移動網絡使用华为5G設備。

### 中美贸易摩擦
2018年3月22日，美国总统特朗普称“中国偷窃美国知识产权和商业秘密”，对从中国进口的商品征收关税并设置其他贸易壁垒，中国随即对部分美国输华商品加征25%的关税，后续双方虽然进行了多轮外交谈判，但贸易摩擦仍持续升级。此事件导致中美关系进一步恶化。

### 華為與Skycom（星通）公司
2010-2014年，華盈的全資子公司Skycom（星通）於伊朗運營，而華盈是華為的全資子公司。期間，Skycom的所有關鍵決策均來自華為。Skycom在伊朗地區主管亦為華為員工。後來華為通過一系列的操作將Skycom股權轉移至華為的控股公司Canicula。
2012年12月路透社報導Skycom將美國禁運的設備賣至伊朗。華為公開聲明Skycom是它在伊朗“當地的主要合作夥伴”，且稱華為在伊朗業務符合聯合國、美國、歐盟的所有適用的法律。
2013年1月31日，雖然华为曾稱「Skycom是华为在伊朗的主要合作伙伴之一」，但《路透社》报道指孟晚舟曾於2008年2月至2009年4月任職Skycom董事會，與華為的說法有矛盾，因为Skycom是被華為實際控制；而不是华为商業上的“合作伙伴”。華為與Skycom公司的關係開始引發關注，數個與華為有業務來往的金融機構向華為問詢。華為於2013年初再次回應相關金融機構稱“Skycom只是華為於伊朗當地的合作夥伴，且Skycom未使用華為於各金融機構的銀行賬戶進行交易”。但这些陈述也被指出是不正确的。因为孟晚舟曾經作為Skycom的董事並同時任職華為，知道Skycom不是华为的商业伙伴，也不是与华为合作的第三方。
2013年8月22日，孟晚舟與金融機構匯豐銀行的亞太區運營主管進行會面。孟在會上向匯豐展示一組幻燈片並演講。在演講中，孟在知情的情況下，誤導和隱瞞華為對Skycom的實際擁有權。除了演講之外，在孟晚舟的電腦中發現一份有關“建議話題”的文件，列明“要點是強調華為與Skycom的合作夥伴關係...華為不再持有Skycom股份，Skycom公司主要是華為的一代理人”。这些陈述后来被证实是不正确的。因为如孟晚舟所示，华为在将Skycom的股份从其子公司转让给另一家华为子公司Canicula时，已将其股份“出售”给了华为控制的实体。金融机构根据这些信息为华为在伊朗的业务提供了被禁止的服务，而华为则隐瞒了Skycom与华为的联系。
在當日會面後，孟晚舟向匯豐高管提供了會上PowerPoint文件的英譯版本，內容與會上闡述的內容大致相同。基於文件的內容，匯豐與其他金融機構繼續其與華為的業務關係。匯豐在不知情的情況下，為華為的伊朗業務提供了相關服務，從而違反了美國關於伊朗的出口管制的法律。在有關期間，華為促使Skycom通過匯豐銀行執行了近1億美元的交易，因其為美元為單位，該金額經過美國清算。 這樣直接導致了匯豐在不知情的情況下與伊朗發生了業務往來，從而違反了包括美国出口管制条例《伊朗交易和制裁条例》31 C.F.R.第560部分在內的美國法律。
2019年2月，《路透社》根据汇丰银行提出的文件，提供了有关华为与Skycom以及华为声称在2007年将Skycom出售给Canicula的财务细节。汇丰银行于2016年底和2017年对华为展开调查，当时该银行正试图让美国司法部撤销对自身涉及美国制裁的不当行为的刑事指控。2012年，汇丰银行因被制裁的问题，与美国司法部达成了一项为期5年的延期起诉协议，并支付了19.2亿美元的罚款，理由是无视旨在防止洗钱和处理违反制裁的交易规则。根据协议，汇丰同意加强其业务规范和反洗钱的计划，对此聘请了Latham & Watkins律师事务所对华为进行调查。汇丰银行在调查中发现，华为与Skycom和Canicula3家公司之间存在诸多联系，而华为在为Canicula收购Skycom时提供了约1400万欧元的贷款资金，Canicula则在一年后将收购Skycom的资金偿还给华为。而汇丰银行于2013年要求华为关闭Skycom和Canicula的账户后，Skycom将账户中的剩余资金转移到华为的银行账户。汇丰银行的调查还发现，Canicula涉及叙利亚的金融交易。汇丰银行发言人罗伯特谢尔曼（Robert Sherman）表示，「汇丰银行向美国司法部提供的信息是根据正式要求提供的，包括大陪审团的传票或其他根据延期起诉协议或类似法律义务提供的信息」，并确认汇丰银行不在美国司法部在此案的调查范围内。
2020年2月13日，美国司法部提出针对华为16项新的刑事指控时指出，华为及其子公司在受美国、欧盟限制或联合国制裁的国家参与了商业和技术项目，如朝鲜与伊朗。而华为的员工还对Skycom的关系上谎称不是华为的子公司，而事实上，Skycom就是华为的非官方子公司。

## 过程

### 逮捕
2018年12月1日，孟晚舟搭乘香港飞往墨西哥的航班。她在途经溫哥華转机时，被加拿大警方应美国政府司法互助要求逮捕，并面临美国纽约东区联邦地区法院之拘捕令及紐約東區檢控律師之指控。加拿大司法部发言人伊恩·麦克劳德（Ian McLeod）指美国正寻求引渡孟晚舟，保释听证会定于12月7日召开，他又指由于孟晚舟申请了媒体禁制令，无法提供任何进一步细节。眾多傳媒均報導指出孟氏很可能是因華為涉嫌違反美國出口管制向伊朗出售敏感科技，並“以假帳資料掩護而被捕”。根据于12月7日保释听证会法庭公开的信息，针对孟晚舟的逮捕令是美国纽约東區联邦法院在2018年8月22日发出的。
12月6日，华为公司声明证实孟晚舟，被加拿大当局代表美国政府“暂时扣留”，美国正在寻求引渡孟晚舟，华为并不知晓孟有任何不当行为。由於目前正值中美貿易戰的敏感時期，中華人民共和国驻加拿大大使馆随即表示坚决反对并强烈抗议，向美国和加拿大两国提出“严正交涉”，要求它们立即恢复孟晚舟的人身自由。美國當局要求引渡孟晚舟，其法律依據是兩國1974年簽署的《引渡條約》和加拿大1999年頒布的《引渡法》，事后加拿大总理贾斯汀·特鲁多亦称“扣留孟晚舟无政治动机”。但中华人民共和国驻加拿大大使馆於同日表示坚决反对并强烈抗议。又稱中方已向美、加两国进行了严正交涉並要求釋放孟晚舟女士，同時稱兩國做法錯誤。中华人民共和国外交部发言人耿爽在例行记者会上回应：“中方已向美加方面表明严正立场，要求美加方面立即对拘押的理由作出澄清，立即释放被拘押人员。”深圳市人民政府负责人发声明要求：“加拿大方面立即澄清事实，解除无理拘押，切实保障当事人的合法、正当权益，立即释放被拘押人员。”据华为内部通告显示，孟晚舟被捕后，其CFO职务由梁华暂时代理。

### 保釋聆訊

#### 聆訊內容
2018年12月7日太平洋時間10时32分，孟晚舟的保释听证会在位于温哥华的卑詩省最高法院召開。检方指控孟晚舟涉嫌“詐欺”和違反美國“制裁措施”。加拿大司法部檢控律師吉布卡斯里（John Gibb-Carsley）在听证过程中称“從2009年到2014年，华为利用在香港註冊的星通技術公司（SkyCom Tech Co.）将美國高科技產品轉售予伊朗企業，違反了美國對伊朗的制裁；孟晚舟直接參與华为對在美銀行的‘不實說明’”，孟晚舟與一家金融機構主管會談時，謊稱華為與星通只是正常業務來往，但控方文件指出，星通從2009年到2014年期间由华为控制，孟晚舟對金融機構之說法構成“詐欺”，令此等金融機構面臨牌照吊銷之風險。检方还请求法庭不予批准保释。对于美方指控孟晚舟对金融机构提供“虚假信息”，孟晚舟的代理律师戴维·马丁反驳，他表示检方已提交的证据不能证明孟违反美国或加拿大法律，美国的制裁法很复杂，随着时间推移不断修改，而且有些电信设备被排除在对伊朗的制裁之外。
据报道，滙豐一位美國聯邦任命的反洗錢和制裁舉措監督人曾向紐約東區聯邦檢控官舉報华为公司的賬戶有“可疑交易”。
保釋庭訊过程中，孟晚舟向加拿大保釋庭法官表示願意戴上電子腳鐐接受監視，加拿大控方依照美國司法部提供的證據指控孟晚舟擁有7本護照，辯護律師表示其當事人目前只用兩本有效護照：中華人民共和国护照（因公普通護照）以及香港特區护照，且曾擁有加拿大的永久居留權。孟願意交出上述兩本護照以換取保釋。法院當日未有裁決。随后华为公司回应称“相信加拿大和美国的法律体系后续会给出公正的结论”。
12月10日，中国政府逮捕两名加拿大人，康明凱和迈克尔·斯帕弗，并指控他们犯涉嫌危害中国国家安全犯罪。加拿大政府认为此事件為中華人民共和國政府對孟晚舟事件的報復。据加拿大媒体则报道，两名加拿大人曾被转移到拘留设施，在那里他们每天接受长达八小时的审讯，他们的牢房里的灯一天24小时都亮着，他们被拒绝会见领事官员和他的律师。而中国政府则认为西方媒体通过散布“虚假信息”来“抹黑污蔑”中国，并声明康明凯、迈克尔，犯罪事实确凿，两人也承认自己犯罪，并签署认罪相关的文件。
12月11日，孟晚舟获不列顛哥倫比亞省高等法院准许保释，案件延后到2019年2月再审。

#### 保釋生活
根據孟晚舟和加拿大當局的協議，孟晚舟交納了800萬美元的保釋金。除了可居住在自己位於溫哥華的大宅外，還可允許在溫哥華相對自由地活動，但她必須在晚上11點至早上6點留在家中。日常需由保安團隊全天24小時監控，並在腳踝佩戴追蹤器，安保費用由孟晚舟承擔。孟晚舟曾與她的丈夫、兩個孩子和另外10位客人在一家餐廳包場度過聖誕節。另外也曾在專門為她自己和隨行人員開放的商店裡大肆購物。在新冠大流行之前，她曾去聽了一位中國歌手的音樂會。
2021年1月孟晚舟的辯護團隊在聽證會上要求放寬保釋條件，除了認為保安隨行團隊對她帶孩子外出造成了影響，還認為保安換班可能使她暴露於新冠病毒中。丈夫劉曉棕也作證稱保安對孟晚舟的健康造成了潛在危險。檢方提出反駁，其中一條是“她和家人違反大流行的有關規定，一大群人共享食物”。最後加拿大司法部的檢察官認為，允許她在沒有保安人員的情況下自由行動，會造成逃脫風險太大，另外她的腳踝追蹤器曾經壞了「很多次」，最後拒絕了孟晚舟放寬保釋條件的要求。

#### 外界評論
2018年12月8日，中华人民共和国外交部副部长乐玉成緊急召見加拿大駐华大使麥家廉，就加方拘押孟晚舟提出严正交涉和强烈抗议，要求加方立即釋放被拘押人員，切實保障當事人的合法、正當權益，否則必將造成严重后果。翌日乐玉成亦緊急召見美國駐华大使泰里·布蘭斯塔德，就美方要求加方拘押孟晚舟提出严正交涉和强烈抗议，敦促美方务必高度重视中方严正立场，立即采取措施纠正错误做法，撤销对中国公民的逮捕令。
12月11日，国务委员兼外交部长王毅在一外交研討會上，就被捕事件表示“中國時刻關心每一位在海外同胞的安危冷暖”，「對於任何肆意侵害中國公民正當權益的霸凌行徑，中方絕不會坐視不管，將全力維護中國公民的合法權利，還世界一份公道正義。」同日，香港行政长官林郑月娥就事件回应称“孟晚舟任何时候只持有一本有效的特区护照”，还表示“事件已成为外交事件，政府一般不作评论，但恐怕有人利用作政治炒作，对香港造成伤害，因此她要澄清及维护市民利益，希望释除部分人疑虑”。
12月11日太平洋時間下午3点，不列颠哥伦比亚省高等法院准许孟晚舟抵押1000万加元保释金以获得保释，法院同时要求孟晚舟需遵守16项保释条件。而下次审理定于2019年2月。事后孟晚舟在微信朋友圈发文称其已回到家人身边，并附言“我以华为为傲，我以祖国为傲”。据孟晚舟律师透露称，她本人将前往不列颠哥伦比亚大学的商学院修读博士学位。而美国总统唐纳德·特朗普也就事件回应称，如果有利于国家安全或美中达成贸易协议，特朗普将“干预美国司法部针对中国华为公司高管孟晚舟的案件”。陆慷歡迎美國高層人士干預。加拿大驻华大使麦家廉称，特朗普的干预及其他因素，已经给孟晚舟的案子避免引渡提供了支持。麦家廉的言论遭到很多批评，引人质疑加拿大的司法独立性。麦家廉被迫承认自己失言。但稍后麦家廉在接受加拿大《多伦多星报》采访时又说，“从加拿大的立场来看，如果（美国）撤销引渡要求，对加拿大来说就是太好了”。在一片众怒之下麦家廉被迫辞去加拿大驻华大使。同时，若美国60日內没有提出引渡申请，孟晚舟将重获自由。
12月13日，中華人民共和国驻加拿大大使卢沙野在《环球邮报》发表评论文章批评孟晚舟事件是有预谋的政治行动，是美国动用国家权力对一家中国高科技企业的政治追杀。
12月25日，华为董事长梁华就孟晚舟事件回应称“华为全体员工还是在聚焦工作，踏踏实实坚守岗位，做好自己的事情”。
2019年1月17日，孟晚舟的父亲、华为创始人任正非在华为深圳总部接受中国大陸媒体记者采访。在记者问及孟晚舟一事时，任正非回应称“感谢中国政府维护孟晚舟作为中国公民的权益，为她提供了领事保护。我也感谢社会各界人士对孟晚舟所表达的支持、关心和关注”，并表示任正非父女间沟通以打电话讲笑话为主。同日，中国驻加拿大大使卢沙野召开记者会，在记者就孟晚舟事件提问时表示孟晚舟事件像是“被朋友背后捅刀”。

## 引渡聆讯阶段

### 美国引渡要求

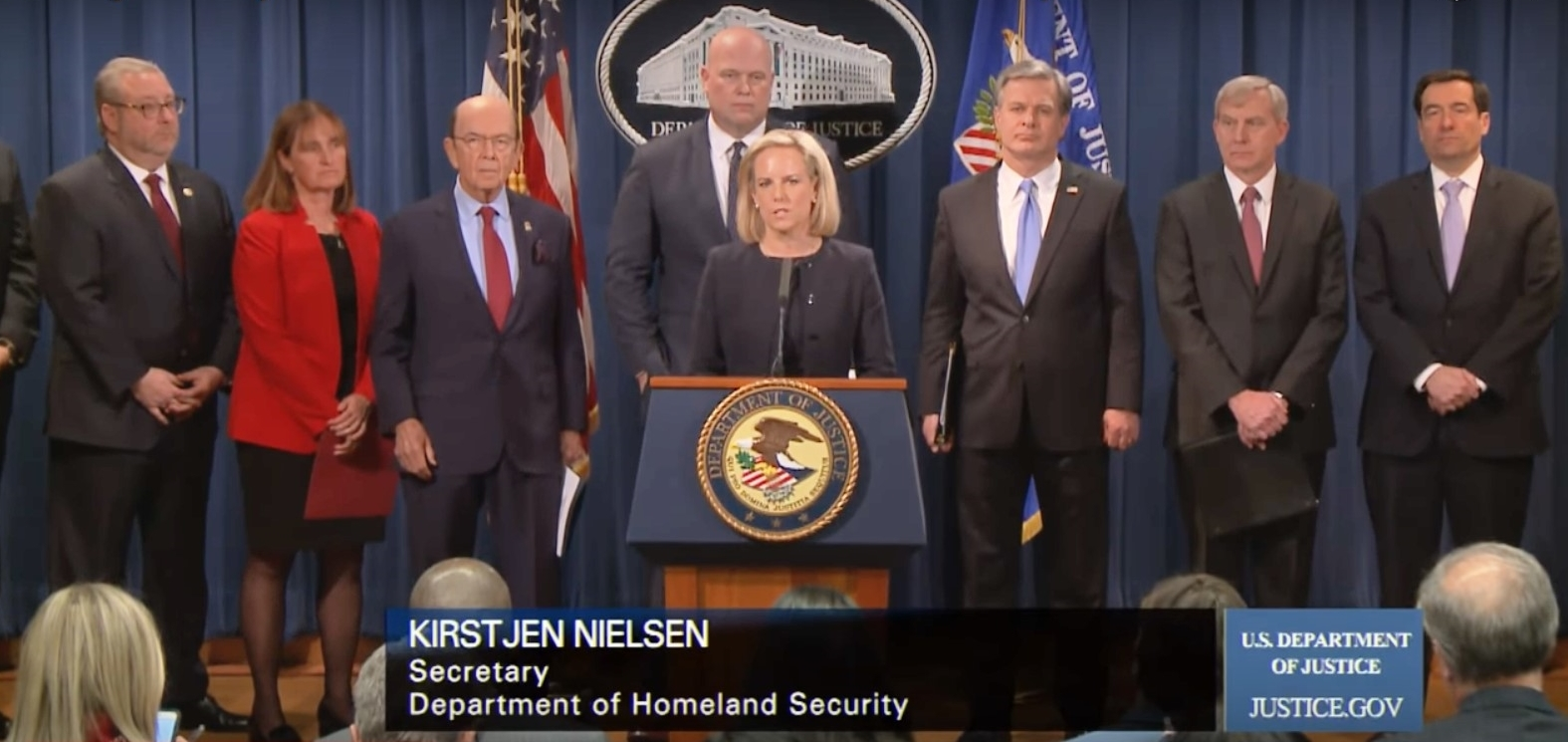
美國國土安全部長尼爾森、司法部代理部長惠塔克、商務部部長羅斯、聯邦調查局長瑞伊等於2019年1月聯合宣布對華為、華為在美國及伊朗的子公司及孟晚舟提出金融詐欺詐欺、電信詐欺、共謀詐欺美國政府、洗錢、竊盜商業秘密與技術、利誘雇員在世界各地偷竊機密、妨礙司法、違反對伊朗之制裁等共23項刑事控罪並正式向加拿大提出引渡申請

2019年1月21日，美国政府通知加拿大政府，美国计划正式提出引渡孟晚舟，理由是她涉嫌“就美国对伊朗的制裁令詐騙銀行”。不过，加拿大驻美国大使麦克纳顿没有说美国会在何时正式提出引渡要求，提出引渡申请的截止日期是1月30日。
2019年1月28日，美国代理司法部長惠特克、商务部长罗斯，国土安全部部长尼尔森以及联邦调查局局长在美国司法部举行联合新闻发布会，宣布正式要求引渡孟晚舟，并以23项罪名起诉华为。对此华为公司回应称，对公司受到的指控感到失望。翌日，中華人民共和國外交部發言人耿爽於例行记者会上表明严正立场，指責美加濫用兩国間双邊引渡条約，嚴重地侵犯中華人民共和国公民的合法权益，並且敦促美国撤销逮捕令以及停止發出正式引渡请求。
2019年3月1日，加拿大司法部发布了一项诉讼程序，该案正式启动了案件的引渡程序。
2019年3月3日，孟晚舟的律师团队发表声明称，称已于3月1日向加拿大不列颠哥伦比亚省高等法院提起民事诉讼，指控加拿大联邦政府、加拿大边境服务局以及加拿大皇家骑警严重侵犯自己的宪法权利。
2019年3月6日，孟晚舟在不列颠哥伦比亚省最高法院再次出庭。检察方律师表示已经与辩方律师团队达成协议，将此案延期至2019年5月8日再审理。5月8日，孟晚舟出席行政聆讯，法院决定孟晚舟将在9月23日到10月4日之间在不列颠哥伦比亚省最高法院进行证据披露申请聆讯，同时批准孟晚舟搬迁至位于桑那斯的别墅。
2019年9月6日，加拿大总理杜鲁多指控：北京利用任意拘留为工具以达成国际或国内政治目标，不只加拿大，我们所有的盟友都会关切。西方盟国已对中国这项策略表达关切，对于这种人质外交，英国、法国、德国及美国均强调这在国际社会是无法接受的行为。
2019年10月15日，美国众议院通过孟晚舟有关的决议案，谴责中国回应美国对孟晚舟的引渡要求，与两项涉港法案《香港人权与民主法案》和《保护香港法案》一同通过。
2020年1月20日，孟晚舟引渡案在不列颠哥伦比亚最高法院开庭。根据庭审计划，在第一阶段庭审的五天，若法官认定美国引渡孟晚舟的要求不合规定，可宣布提早释放孟晚舟；如果法官认定是双重犯罪，则聆讯将在6月进入第二阶段，将审议有关加拿大边境服务局、加拿大皇家骑警和美国联邦调查局是否在机场密谋进行“刑事调查”的辩护指控。
2020年2月13日，纽约东区联邦法庭宣布美国联邦司法部对华为公司提起的新的诉讼，其中包括指控孟晚舟触犯美国的詐騙及貪汙集團犯罪法。
2020年5月23日，孟晚舟及亲友、同事等在不列顛哥倫比亞省高等法院门前台阶上摆拍照片，照片中众人比出大拇指及胜利手势。
2020年5月27日，温哥华不列颠哥伦比亚最高法庭判定，孟晚舟案符合引渡的“双重犯罪”标准，孟晚舟涉诉的行为在美国与加拿大都是犯罪。引渡程序将持续，而孟晚舟有上诉权利。
2020年6月19日，中华人民共和国外交部召开例行记者会，发言人赵立坚在回答关于加拿大公民康明凯和迈克尔的问题时指出，二人的案件已被北京市检察机关依法提起公诉，对于量刑轻重的问题无可奉告；中国是法治国家，依法独立办案，不受外界干扰，会依法保障二人的合法权利；同时强调，孟晚舟案是美国和加拿大对中国公民的政治迫害，与康明凯和迈克尔的案件没有关联；对于加拿大记者提出的“人质外交”的问题，赵立坚认为这个问题“充满恶意”，让记者“最好去问问加拿大政府什么是‘人质外交’”。加拿大总理特鲁多在隔日举行的新闻发布会上，对中国指控两名加拿大公民涉嫌从事间谍活动的决定「非常失望」。特鲁多表示，加拿大正在尽其所能确保两人获释并结束针对他们的「任意拘留」，并继续利用加拿大所有的专业知识，将两名迈克尔斯送回加拿大。加拿大外交部长商鹏飞对此表示，他「深切关注」加拿大官员自1月中旬以来一直未获准对这两人进行的领事访问，加拿大将继续呼吁中国立即释放他们的努力。香港浸会大学政治学教授Jean-Pierre Cabestan对中国决定关押康明凯和斯帕沃尔，但没有提供对他们的指控的详细信息，破坏了中国政府将司法系统描述为公正的努力，对两个人一直被扣为人质，这表明中国的司法系统是多么落后和不可靠。人权观察表示，对中国政府对待两名加拿大公民的待遇令人不寒而栗。人权观察中国观察者王亚秋称「在过去的一年半里，他们被拒绝会见家人或律师。与其以虚假的间谍罪名起诉斯帕沃尔和康明凯，中国当局应该立即释放他们」。
2020年9月，加拿大外交部前领事司司长组织逾百名加前外交官联名致信加拿大总理特鲁多，呼吁加政府释放孟晚舟以换取加公民康明凯、迈克尔返加。9月28日，孟晚舟在温哥华再度出庭。
2020年10月8日，加拿大司法部表示，加拿大法院已裁决支持司法部不向孟晚舟的律师提供大部分涉及保密特权的文件，包括加美政府部门间相关电子邮件。
2020年10月15日，中国驻加拿大大使馆举办视频记者会，中国驻加大使丛培武在回答记者提问时谈及了孟晚舟事件，重申了中国政府的立场，称该事件是美加两国一手策划的政治事件；在回答有关康明凯和迈克尔的问题时指出，中国政府暂时不允许探视是出于防疫需要，并非只针对加拿大一国，绝不存在所谓的“虐待”情况，称有关报道严重歪曲事实，误导国际舆论；他同时驳斥了“胁迫外交”、“人质外交”的说法，特别提及了加拿大部分知名人士和前外交官致信加政府，要求释放孟晚舟的行为丛培武还在记者会上警告加拿大不要向香港民主抗议人士提供庇护，否则只会危害在香港的30万名加拿大公民的威胁性言论。加拿外交部长商鹏飞批评丛培武的言论「完全不可接受并令人不安」。加拿大许多在野党议员呼吁特鲁多政府对此作出强硬回应，不应允许外国大使在加拿大的领土上对加拿大公民的安全作出公开威胁，并建议将丛培武驱逐出境。
2020年10月26日，孟晚舟出庭聽證。10月29日，加拿大不列颠哥伦比亚省最高法院副首席法官霍姆斯（Heather Holmes）裁定，美國提供的「案件紀錄」中可能存在「故意遺漏證據」或者「重大證據遺漏」。
2020年11月4日，華為指控向美国华盛顿特区联邦法院起訴美国政府16个部门“拖延”公开多份涉及孟晚舟事件的文件，同時要求美國的有關部門要和白宮之間就起訴書進行溝通。华为代表律师指，这些文件包括美国多个部门之间與孟晚舟事件相关的通信记录，以及美国执法人员在加拿大实施拘捕行动前与加拿大骑警及加边境服务局的通信记录。
2020年2月13日，美国司法部提出针对华为16项新的刑事指控，当中增加了一项串谋窃取商业机密的指控。美国纽约布鲁克林联邦检察官提交的替代起诉书指出，华为及其4间子公司被指控串谋敲诈勒索和串谋窃取商业机密，违反了美国《受敲诈勒索者影响和腐败组织法》（RICO），当中涉及华为在美国和中国的子公司长达数十年的努力盗用包括来自六家美国科技公司的知识产权。替代起诉书也揭示华为在朝鲜的业务以及协助伊朗政府进行国内监视。新的起诉书还包括有关华为及其子公司在受美国、欧盟限制或联合国制裁的国家参与商业和技术项目的新指控。而华为的员工还对华为一间子公司Skycom的关系谎称不是华为的子公司。而事实上，Skycom就是华为的非官方子公司，而除其他服务外，该公司还协助伊朗政府进行国内监视，包括在2009年德黑兰示威期间。
2021年1月12日，孟晚舟在卑诗高等法院申请放宽保释条件，要求“允許她在沒有保安人員的情況下離開住所”。1月29日，孟晚舟的申請被駁回。
2021年3月1日，孟晚舟出庭。3月15日和18日，孟晚舟案庭審。
2021年7月26日，中美两国在天津举行外长级会谈，中方向美方提出两份清单，一份是要求美方纠正其错误对华政策和言行的清单，一份是中方关切的重点个案清单，前一份清单中包括要求停止引渡孟晚舟的内容。
2021年8月4日，孟晚舟引渡案进入最后阶段审理。彭博社回顾加拿大司法部引渡案件审判的历史数据发现，在2008年以来收到的798份来自美国的引渡请求中，加拿大拒绝或放弃指控的仅有8份，仅占总数的不足1%，美国撤回的有40份。加拿大律师加里·博廷认为，孟晚舟如果胜诉，将极其引人瞩目，因为这非常罕见；如果败诉，将证明美国有权追究被告、犯罪发生地点和受害者与美国没有关系的案件。
2021年8月18日，孟晚舟引渡案的最後一輪聽證會結束，由于美方检方代表仍没就汇丰知道华为会与伊朗交易的情况仍提供金融服务提供辩解，法官确定最终宣判延期至2021年10月21日，孟晚舟申请发布更多与她的逮捕和审讯有关的机密文件的请求被加拿大联邦法官否决，理由是与该案件无关。
2021年9月初，美國總統喬·拜登與中共中央總書記兼中國國家主席習近平通話時，要求習近平釋放兩名加拿大人，習近平則提到了孟晚舟案件。
2021年9月21日，美国商务部副部长提名人艾伦·埃斯特维兹在美国参议院财政委员会举行的提名听证会上声称，华为对美国国家安全“构成威胁”，计划把该公司留在“贸易黑名单”上，除非“情况发生变化”。他还承诺，如果最终获得该职位的任命，将“调查”从华为分拆出来的荣耀公司，以确定华为是否在利用这个被剥离的品牌来最大限度地减少或绕过“黑名单”限制。

### 达成和解
2021年9月24日，孟晚舟從加拿大溫哥華通過視訊參加美国布鲁克林联邦法院的聽證。儘管孟在聽證上對她的銀行欺詐指控表示不認罪，但她對美國司法部律師有關案情的事實陳述沒有提出異議，表明孟承認在華為與伊朗的業務往來上誤導了國際金融機構。聽證後孟與美國司法部達成暫緩起訴協議。
美國司法部是以孟根據協議承認部分不法行為作為交換條件，對她採取延緩起訴；出席法庭的美國助理檢控官大衛·凱斯勒表示，協議限期於2022年12月結束，期間如果孟不再違法，協議屆滿後就可撤銷對孟詐欺指控。
在美國紐約法庭批准了該協議後，加拿大司法部发布正式声明，鉴于美国方面撤销对孟晚舟的引渡程序，加方已无理由继续引渡程序，司法部长代表已撤销起诉，结束了1,028天的引渡程序。法官免除了孟晚舟的所有保释条件，允许孟晚舟自由离开加拿大。孟晚舟随即乘坐中国政府包机离开加拿大，并于9月25日晚抵達深圳。
加拿大释放孟晚舟之后，中国释放了两名被关押在中国的加拿大人康明凯和迈克尔·斯帕弗。

### 结案
2022年12月2日，孟晚舟的银行欺诈指控被驳回，孟晚舟案就此结案。

## 释放的后续反应

#### 中華人民共和國方面

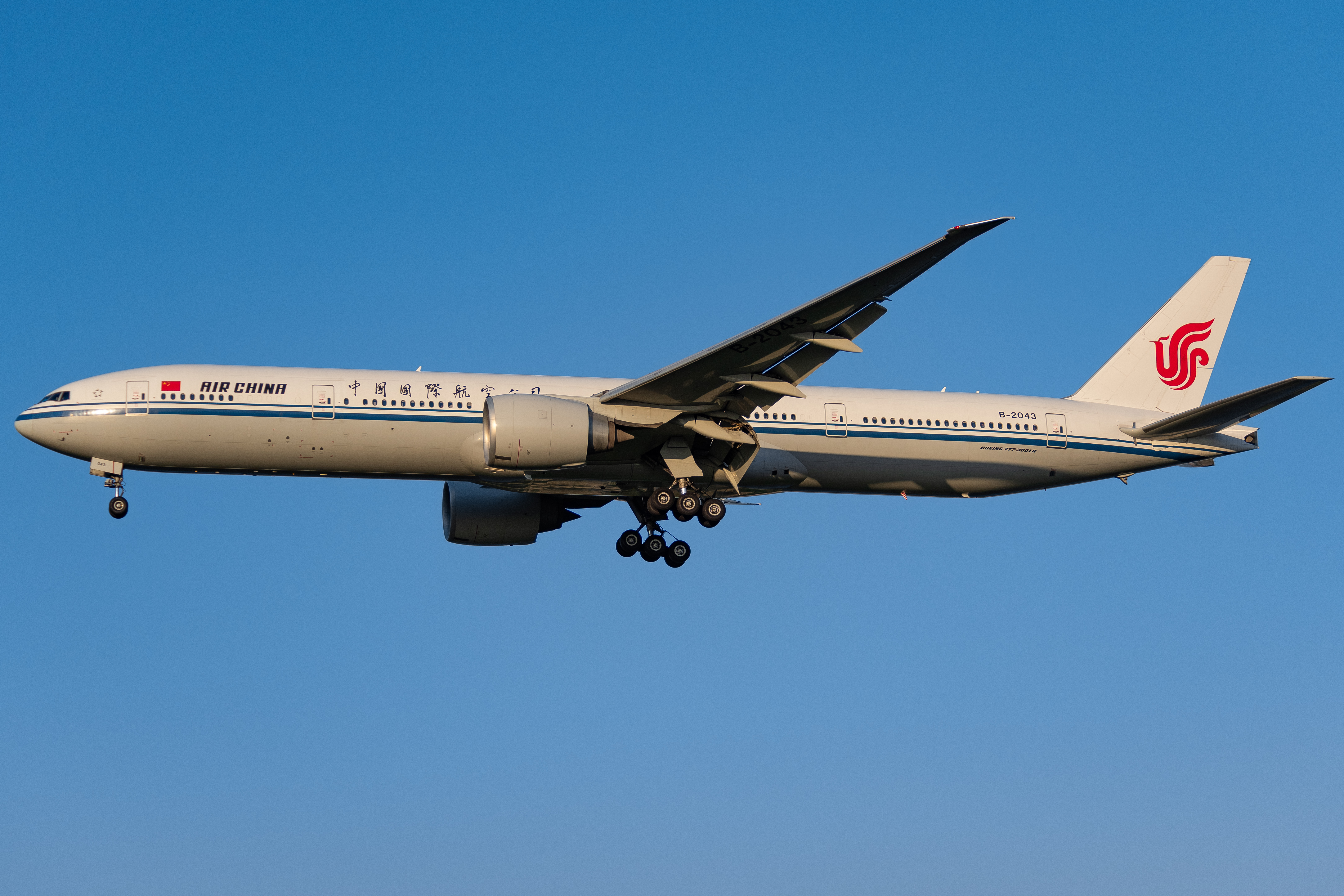
执飞温哥华至深圳CA552次包机的B-2043号波音777-300ER（2020年摄）

9月25日，孟晚舟在温哥华法院外发表声明，感谢了希瑟·霍姆斯法官和自己的律师团队及同事，以及加拿大政府维护法治。同时也感谢了加拿大人民和媒体的宽容，也感謝了中国驻加拿大大使馆。孟随后在温哥华机场乘坐中国政府安排的中国国际航空注册编号B-2043的波音777-300ER执飞的CA552次包机回国，中国驻加大使丛培武同机护送，飛行北極航線避開阿拉斯加。當天中午12时12分，包机飞过北极上空，孟晚舟在个人微信朋友圈发表题为《月是故乡明，心安是归途》的长文，同时分享了一张照片，照片上是包机上使用的咖啡杯，上面印有“灯塔在守候，晚舟早回航”字样。她同父异母的妹妹姚安娜也在同一时段发布微博，欢迎姐姐回家，称姐姐为自己的榜样。該航班也成为航班跟踪网站Flightradar24在9月25日当天最多用户跟踪的航班。當晚，深圳平安金融中心、深圳湾一号、中国华润大厦等地标建筑均亮灯并打出「欢迎孟晚舟回家」的字样。
當地时间9月25日晚上9时50分，包机抵达深圳宝安国际机场，包括广东省人民政府副省长张新和中共深圳市委副书记、深圳市人民政府市长覃伟中在内的广东省和深圳市部分领导，外交部有关司局领导，华为公司部分负责人，孟晚舟的丈夫刘晓棕，以及部分自发前来的深圳市民在机场迎接。晚上10时，孟晚舟乘坐的包机滑行到指定地点。在进行必要的海关和边境检查后，孟晚舟与随行人员走下舷梯，在机场停机坪做了简短的演讲，对祖国人民、党和政府表达了感谢，和在场人员自发合唱了《歌唱祖国》。中国中央电视台、新华社等主要官方媒体进行了全程直播，其中央视新闻新媒体的孟晚舟回国实况直播总观看量接近4.3亿。新浪微博上，“#孟晚舟回到深圳#”的話題閱讀量超過10億，相关貼子逾30萬。根据2019冠状病毒病防疫有关规定，孟晚舟还需要接受14天的集中隔离和7天的不限制外出的小区管理。至此，被扣押1028天的孟晚舟回到了中国大陆境内。10月25日，孟晚舟结束隔离，回到华为公司上班，受到公司员工们的热烈欢迎。
當地時間9月25日《人民日报》发表评论员文章。强调孟晚舟回國是中國人民的重大胜利。重申了“中國人民绝不允许任何外来势力欺负、压迫、奴役我们。”並認為“没有任何力量能够阻挡中国前进的步伐！”。中央纪委国家监委网站发表作者曹溢激情澎湃的评论，評論认为孟晚舟回到中国是“正义和法理的胜利”，体现了中华民族不再会回到“任人宰割、饱受欺凌的时代”。《环球时报》于26日发表了一篇关于释放两名加拿大公民的报道，声称因为前外交官康明凯和商业顾问迈克尔·斯帕沃尔已经认罪，并因「医疗原因」获得释放。《环球时报》报导称被中國扣押的康明凯和斯帕弗对刺探搜集中国国家秘密和非公开信息的犯罪事实供认不讳，经中國有关部门确认和医疗机构诊断，并由加拿大驻华大使提供担保，相关部门分别对两人作出批准取保候审的决定和中止审理案件的裁定。中方還表示，期间如果他们违反取保候审规定，中方可在期限内的任何时候，恢复审理被告涉嫌的罪行。央视网發表评论，評論認為孟晚舟案是“政治操弄”，同時援引外交学院国际关系研究所教授李海东的观点：指孟晚舟在加拿大被捕是美国的“霸权行径”並認為孟晚舟並沒有认罪。評論還認為美国司法部通报的名稱《华为首席财务官孟晚舟承认误导全球金融机构》（Huawei CFO Wanzhou Meng Admits to Misleading Global Financial Institution）中“孟承認誤導全球金融机构”等同於宣告孟晚舟“有罪”，是在试图“给孟晚舟扣上一顶‘有罪’的帽子”。
中华人民共和国外交部发言人华春莹在9月24日和27日的例行记者会上表示，“孟晚舟事件同康明凯、迈克尔案件的性质完全不同”、“中方在孟晚舟事件上立场是一贯的、明确的。事实早已充分证明，这是一起针对中国公民的政治迫害事件，目的是打压中国的高技术企业。对孟晚舟女士所谓欺诈的指控纯属捏造。就连被美方指为‘受害者’的汇丰银行也出具了足以证明孟女士清白的文件。美国、加拿大所作所为是典型的任意拘押。”
中国社会科学院美国研究所研究员吕祥认为，这是拜登政府依中美实力对比，对两国关系预期做出的调整，加拿大希望“解套”的心情也推动了此案的解决。美国会打压所有可能对美形成技术竞争力的企业。但孟晚舟案的解决让外界对中美关系出现一定程度的缓和抱以期待。复旦大学国际问题研究院院长吴心伯认为，孟晚舟案的解决将改善中美关系。但美国的目标是华为，虽然放了孟晚舟，但未必会放过华为。拜登政府的技术战可能还会升级。吴心伯也认为，拜登政府同意让孟回国，表明它希望清除前特朗普政府留下的“烂摊子”。中國官方媒體澎湃新闻引用中国人民大学国家发展与战略研究院研究员、美国研究中心秘书长刁大明的观点，稱孟晚舟獲釋是新中国外交史和对美关系史上的一次重大胜利。
《中国日报》副总编辑王浩@hongfenghuang發送推文“Welcome home, convicted spices!”（中譯：“被定罪的調味料，歡迎回家！”），《觀察者網》文章認為這則推文是諷刺。

#### 加拿大方面
9月24日（北美时间），加拿大總理杜魯多於加拿大國會山做出簡報，表示在加拿大和國際上為人所知的「兩個迈克尔」（two Michaels），即康明凱和麥克爾兩個加拿大公民也搭上了離開中國大陸的飛機，正在返回加拿大的旅途中。特鲁多透露，两人是在晚上7点30分左右，在加拿大驻华大使多米尼克·巴顿陪同下离开中国领空，称两人在过去1000天在中国经历了难以置信的艰难磨难，但他们展示了力量、毅力、韧性和优雅，我们对此都受到了鼓舞，同时对国际社会坚定支持加拿大和两名加拿大公民的盟友和伙伴表示感谢。在特鲁多发表声明后，国际危机组织（ICG）对康明凯的释放磨难表示热烈欢迎，同时对各国对康明凯的支持表示谢意。
9月25月5点40分左右（美国东部时间早上7点40分），康明凱与麥克爾乘搭加拿大皇家空軍专机抵达卡尔加里，受到总理特鲁多与外交部长马克·加尔诺在机场迎接与拥抱，加拿大政界人士热烈欢迎两人的获释。特鲁多与副总理克里斯蒂亚·弗里兰随即在推特发表评论。特鲁多表示欢迎康明凯和麦克尔回家，称两人表现出了令人难以置信的力量、韧性和毅力。副总理克里斯蒂亚·弗里兰也发表相同观点，称加拿大政府努力确保了两人的获释，并感谢所有帮助实现这一目标的人。加拿大安全情报局（CSIS Canada）也在推特上发布「欢迎回家，两位迈克尔」。加拿大外交部长马克·加尔诺也在接受加拿大新闻和政治事务电视剧《The West Block》访问时，向美国政府表示敬意。康明凯与其妻子也有受访。
康明凯随后在卡尔加里转机飞往多伦多，麦克尔则留在卡尔加里。在抵达多伦多皮尔逊国际机场后，康明凯与妻子維娜·納吉布拉(Vina Nadjibulla，已分居)和妹妹进行拥抱和交谈，納吉布拉受访时表示，在过去24小时内的情绪无法用语言来形容，并对所有为实现这一目标而努力的人表达感激之情。康明凯也对记者进行简短回应，称现在回家的感觉「太棒了」。多伦多市长庄德利为「兩個麥克」获得释放表示这是加拿大历史上欢祝的日子，但也感叹事件不应该走到这一步，因为这不是加拿大处理国家或任何人之间发生争端时可以接受的适当方式。
几位外交官和外交政策专家告诉《加拿大广播公司》，孟、麦克尔和康明凯被释放的时间表，清楚表明两者之间的联系。前加拿大外交官科林罗伯逊表明，虽然到目前为止，中国一直表示两者之间没有联系，但通过将他们送上飞机的时间表，中国已经清楚地承认这是劫持人质。同时认为加拿大应该将释放麦克尔和康明凯的功劳归功于美国总统乔拜登。因为这是加中关系的首要问题，也是加美关系的首要问题，而美国总统拜登已经为贾斯汀·特鲁多做出了贡献。曾于2012年至2016年担任加拿大驻华大使的赵朴对释放两名加拿大公民将如何影响加拿大与中国之间的关系的问题表示 「加拿大给中国的信息很简单，我们认为你是超级大国没有问题。但只要你尊重国际条约、国际义务，不采取欺凌手段」。同时认为，加拿大的舆论已经果断转向反对中国，加中关系实际上已经无法修复。赵朴也认同人质外交的观点「中国人非常渴望让孟回国，以至于他们放弃了所有关于两名迈克因正当理由被捕的说法」，并认为中国此后再次使用「人质外交」之前会三思而后行。加拿大前外交部长約翰·曼利也认同释放麦克尔和康明凯的功劳归功于美国总统拜登。約翰·曼利在接受《环球电视》访问中坦率表示，实际上是美国总统拜登设法做到了这一点，因为拜登愿意在与中国的谈判中减少对孟晚舟的指控时所拥有的筹码。他在回应不列颠哥伦比亚大学法学教授Wei Cui的言论时表明，认为「如果不释放孟，就没有其他办法可以释放两名迈克尔，加拿大人应该承认并感谢拜登明确提出以释放两名迈克尔为中国解决孟晚舟问题的条件，否则没有其他方式会发生这种情况」，「如果不是美中两国解决这个问题，我想两名迈克尔可能会在中国等待很长时间」，并认为中国对于加拿大能够从其他政府首脑与盟国发起更广泛的国际压力来提出迈克尔问题的程度感到惊讶，因为这不会发生在其他这些案件中，无论其它的案情如何，这都不会发生。科林罗伯逊在回访时也发表类似观点，认为释放「两个迈克尔」虽然是美国依据法律并且独立做出的决定，但拜登和中国领导人习近平确实最近有过沟通，而且确信乔拜登给习近平留下了深刻的印象，如果这两名加拿大公民不被释放，将会有后果。
加拿大外交舆论认为，这两起案件显然密切相关，孟的交易显然是释放麦克尔和康明凯的催化剂。多伦多大学蒙克全球事务学院副教授Lynette Ong指出，「两个麦克」的案件在政治上与华为高层的案件交织在一起，尽管中国坚称这不是人质外交案件，但在孟被判无罪判决后，康明凯和麦克尔立即被释放并被送回家的事实，表明这两个的案件相互关联且具有政治动机。而Lynette Ong也认为这可能向中国发出了错误的信息，即人质外交正在发挥作用。不列颠哥伦比亚大学法学教授Wei Cui接受《环球电视》访问中也认同人质外交的观点「在全世界的心目中，毫无疑问，这两次逮捕和释放是相关的」。
9月27日， 在纽约出席第76届联合国闭幕大会的加拿大外交部长马克·加尔诺在发表讲话时表明，加拿大对中国「任意」拘留两名加拿大人的看法没有改变，坚持这是一起出于原则立场的结果。马克·加尔诺向联合国大会表明：「两天前，我们欢迎迈克尔·康明凯和迈克尔·麦克尔回到加拿大。他们在加拿大适用加拿大和国际法以回应引渡中国公民的要求后被中国政府监禁。」「加拿大遵守法治，回应了美国引渡孟的要求，而两名加拿大公民则为此付出了沉重的代价」。马克·加尔诺续称「加拿大这样做是出于原则问题，我们为我们两国公民的勇气、他们家人的真诚和坚韧以及我们外交官的决心和能力感到自豪。我们继续反对对待这两名公民的方式，加拿大永远不会忘记这次经历和教训。我们将继续敦促结束这种任意拘留，无论其发生在何处，或以何种方式发生。」
曾在2014年因间谍罪在中国被拘捕的凯文·加勒特 (Kevin Garratt)与其妻子朱莉娅 (Julia)，对在2015年至2016年分别被释放并驱逐出境的自身经历评论，认为他们与两名迈克尔的案件有着相似之处；2014年，一名中国商人苏斌在温哥华被逮捕后，美国指控苏斌伙同两名中国军人窃取美国的机密军事数据，向加拿大要求引渡到美国受审。随后，他们在中朝边境的丹东被中国拘留了700天左右，之后被莫须有的指控被定罪，并被判处8年有期徒刑后被释放并驱逐出境。凯文·加勒特在接受加拿大廣播公司（CBC）专访中表示，他被告上法庭，被判处8年徒刑，但他从法庭的诉讼程序中并不清楚会立即被驱逐出境。直到第二天，才被大使馆官员告知「你最早可能在明天被驱逐出境」，即2016年9月15日。但他也被告知「直到上飞机之前，并不知道是否会真正发生」。凯文·加勒特被问及是否得知他与妻子的拘捕是与中国为了报复加拿大决定逮捕一名中国商人苏斌有关时表示：「当时完全不知道是因为苏斌而被拘捕的，直到被释放后才得知」「在被拘留的两年时间里，中方一直向我表示‘你是间谍’，我在想，他们怎么弄错了？我们只是在做人道主义工作。我们在那里工作了30年，在7个不同的城市开展各种援助项目。我们也教英语，我们学过中文。我们在中朝边境开了一家咖啡店，这是我们做的最后一件事」，他当时认为被带走的部分原因是因为他们住在一个「敏感地区」。 凯文·加勒特对CBC记者根据他与两名迈克尔都喜欢中国的相同感想表示：「我试图把中国体制和人分开，这不是一个好的体制。你知道吗，我们和很多人一起工作，在中国有很多朋友。而且我相信迈克尔也做到了。但是这个体制有一些缺陷，他们并不真正重视人权。他们想走自己的路，所以……人质外交是他们现在使用的东西」。凯文·加勒特被问及孟晚舟在引渡被取消之后谈到了她度过了痛苦的1000天，与他和迈克尔·斯帕弗在同一个监狱里度过的经历有何感想和评论说：「我不认为戴着电子脚镣，能够在温哥华周围旅行，从早上6点到晚上11点之间，能够租到餐馆，能和家人与朋友一起去，感觉会有太折磨人。反之，从我和我的妻子所经历，以及两名迈克尔所经历的，那才是折磨人。因为里面完全没有自由，你会被控制得很好，在一个非常规范、军事化的环境中。在里面，你没有的选择，甚至没有你想吃什么或读什么或类似的东西」。
卡尔加里大学公共政策研究员Hugh Stephens评论，从加拿大「两名迈克尔」——迈克尔·康明凯和迈克尔·斯帕弗，在华为高层孟晚舟从温哥华的引渡听证会上取消了保释条件并获释的同时，中国向一些人表明「人质外交」是成功的，最终只会是一个失败的主张。尽管几个月以来，中国方面一直否认两名迈克尔被拘捕是为了报复根据加美引渡条约对孟晚舟的拘留，但在两起案件同时得到解决的事实（甚至在康明凯被中国法院判刑之前），使任何没有联系的假象都不复存在。过去，在与原籍国发生不相关纠纷的外国人在华拘留案件中，「人质」的纠纷在解决后的几周或几个月都未获释放，这让中国得以维持其不会出于报复目而拘留人的假象，并辩称中国必须依照法律按部就班，但这一次，中国甚至连最后的遮羞布都被摘掉了。虽然孟晚舟与两名迈克尔事件解决后，加中关系的僵局已经解除，但修复关系需要很长时间。中国通过劫持人质而不是通过外交渠道，破坏了数十年来慢慢培养的善意，也失去了加拿大公众以及世界许多地区公众舆论的信任。中国可以假装对这些不屑一顾，继续在世界舞台上挥舞其经济增长与军事力量，但中国不能一直与所有人为敌，人质外交最终是一个失败的主张，希望中国能从中吸取教训。

##### 《两名迈克尔》
2021月11月10日，卡尔顿学院国际事务教授芬·汉普森（Fen Hampson）和加拿大通讯社记者迈克·布兰奇菲尔德（Mike Blanchfield）合作出版了《两名迈克尔：无辜的加拿大俘虏和美中网络战中的高风险间谍活动》（The Two Michaels: Innocent Canadian Captives and High Stakes Espionage in the U.S.-China Cyber War）一书，提供了事件中孟晚舟与两名迈克尔共同被释放的细节。该书透露，在他们获释的6个月前，加拿大驻华大使多米尼克·巴顿在华盛顿花了数周时间试图说服美国司法部、华为和孟晚舟的律师达成协议。但美国总统拜登上台后决心重建公众对美国机构的信任，以摆脱前任特朗普的政治形象，决定对美国的司法行政采取不干涉的态度，这阻碍了加拿大最初的努力。加拿大曾向美国施压，要求就该案谈判，并达成延期起诉协议。然而，该书援引美国政府一名不具名的高级官员的话称，美国司法官员希望「重新审查孟案的案情」，以确定她违反美国对伊朗制裁的指控。虽然美国方面认为华为的行为是非法的，但也逐渐意识到，其他违反伊朗制裁的银行和机构并没有受到同样的对待。书中没有详细说明，但一些批评者认为，美国对孟晚舟个人发起刑事诉讼，而不是像对其他公司那样通过民事诉讼来针对华为，这是前所未有的。同时，中国对谈判解决的兴趣也越来越大，部分原因是它希望在2022年北京冬奥会之前可以解决掉所有麻烦。书中总结，孟晚舟案的转折点在2019年9月24日，即孟晚舟在不列颠哥伦比亚省最高法院的马拉松式引渡听证会结束时。孟晚舟在与纽约法庭的视频通话中，承认了美国事实陈述中的论点，即她和其他华为员工就该公司在伊朗的活动欺骗了全球金融机构。尽管她对所有指控不认罪，但作为回应，美国推迟了对她的指控，并放弃了对加拿大的引渡请求。
该书也记录了加拿大以及两名迈克尔的支持者和家人为释放他们所做的各种努力，其中涉及来自多个政党的人士。加拿大自由党前内阁部长艾伦·洛克曾于2019年11月率领一个由前外交官、政治家和学者组成的代表团会见中国官员。中方将加拿大称为「美国的走狗」，洛克则辩护称加拿大「严格遵守法治」。洛克指责中国人以「非人道的条件」（inhumane conditions）关押两名迈克尔，与孟的处境形成鲜明对比。中方对洛克的法治论调嗤之以鼻，指出加拿大《引渡法》第23（3）条明确授权司法部长可随时停止引渡案件。洛克转述了加拿大政府的观点，即这种干预很少发生，但他也承认这是「一个不令人满意的回应」，因为这增加了寻求释放两名加拿大公民的难度。洛克和加拿大最高法院前法官路易丝·艾伯后来致信加拿大政府，建议结束孟晚舟案，以帮助两名加拿大人获得自由，但并未得到回信。这导致他的代表团在离开中国时留下了一个明显的印象，即如果孟晚舟的引渡被撤销，中国将释放这两名加拿大公民。尽管中国坚称这两者之间没有任何联系。
书中也描述了，加拿大前进步保守党总理布赖恩·马尔罗尼在2021年7月，与中国驻加大使丛培武进行了一次「尖锐而坦率」的电话交谈，并发表了看法。马尔罗尼对丛培武表示「不明白为什么你觉得必须这样做，你在伤害自己。就我而言，不要求任何东西，只要释放那些加拿大人，你会得到更多」。马尔罗尼表示，他清楚知道两名迈克尔被抓走是北京的政治手段，建议中方释放两名加拿大人，称「这会让中方获得全世界的赞誉」。马尔罗尼也曾敦促加拿大政府派遣前总理让·克雷蒂安作为特使前往中国谈判，以释放两名迈克尔。但他不同意克雷蒂安的建议，即结束孟晚舟引渡案，这将有助于与中国关系的「正常化」。马尔罗尼告诉作者，他从未主张过任何形式的人质交换，同时他支持加拿大政府的观点，即加拿大与美国的引渡条约是不可侵犯的，不能为了安抚中国而违背条约。马尔罗尼认为，当加拿大与另一个国家签署了一项条约，对方要求我们遵守该条约时，加拿大只能遵守；因此在该案中，加方就像一个无辜的旁观者。

#### 美国方面
美国国务卿安東尼·布林肯欢迎北京释放两名加拿大公民，并称两人遭受了「超过两年半的任意拘留」。布林肯于10月1日匹兹堡美国-欧盟贸易和技术委员会（U.S.-EU Trade and Technology Council, TTC）首次会议后告诉媒体，美国欢迎北京释放两名加拿大公民和美国公民，但更大的问题仍然存在，不仅是中国，也有其他国家为了政治目的而任意拘捕他国公民；这些都令人完全无法接受。
美国司法部国家安全司代理助理总检察长马克·J·莱斯科（Mark J Lesko）表示，延期起诉协议将让加拿大正在进行的引渡程序结束，否则该程序可能会持续数月甚至数年。尽管孟不认罪并已获释，但她承认了在华为与伊朗运营的香港公司的关系上误导了全球金融机构、美国政府和公众。联邦调查局（FBI）反情报部门助理主任Alan Kohler在孟的听证会上表明，该部门团队将继续准备对华为公司的审判，以在法庭上证明对该公司的指控。一向以对华强硬著称的共和党参议员马尔科·鲁比奥表示，孟晚舟的获释让人严重质疑拜登总统应对华为和中国共产党构成的威胁的能力和意愿，政府过分重视气候问题，导致中方淡化种族灭绝问题，而这只是拜登政府对华软弱的一个方面。共和党参议员、美国前驻日大使比尔·哈格蒂也称“这是向中国的进一步屈服”。
2021年9月24日，美国商务部部长雷蒙多表示，将寻求改善美国与中国的商贸关系，这对于双方都有利，计划率领美国首席执行官代表团前往海外，包括中国，以寻找商机，讨论长期存在的贸易问题，不过目前还没有任何具体安排，但美国商务部仍将继续限制华为获得先进芯片。
2021年9月27日，白宫新闻秘书普萨基在例行新闻发布会上表示，撤销对孟晚舟的诉讼是司法部独立作出的决定，这是一个法律问题，对政府的整体政策没有影响；对于卢比奥等共和党参议员对政府的批评，她表示，美国对华政策并无变化，两国之间是竞争关系，而不是对抗关系；美国总统拜登与中国领导人习近平曾就在最近一次电话会谈中谈及两个迈克尔和孟晚舟的问题，但并未进行谈判；释放两个迈克尔与释放孟晚舟是没有关联的两件事，但美国很乐意看到两位加拿大公民获释回家，美国仍然会阻止中国政府继续破坏世界经济秩序，侵犯人权，以及用胁迫的方式威胁全世界。
喬治華盛頓大學法學院教授唐纳德·克拉克 (Donald C. Clarke) 对北京释放两名加拿大公民评论，这笔交易明显向其他国家的领导人发出了警告，即中国政府可以肆无忌惮地拿外国公民做交易，他们甚至没有假装这是一次直接的人质事件。唐纳德·克拉克谈论两名因间谍罪受审的加拿大人时指出，麦克尔在8月份被判处11年监禁，康明凯正在等待3月份审判后的宣判结果。从某种意义上说，这加强了今后中国在类似谈判中讨价还价的优势，因为这等于如果你给他们想要的东西，他们就会按照约定放人。而中国政府的强硬策略可能成功解救了孟晚舟，但似乎也在加拿大制造了持久的反感，显示抓捕外国人需要付出的政治成本。薛顿贺尔大学法学院教授玛格丽特刘易斯（Margaret Lewis）对两名加拿大公民在经历多年与世隔绝的关押后，还需要面临一段艰难的适应过程评论，限制人身行动仍然是对自由的剥夺，但孟晚舟所经历的，与他们所经历的可谓天壤之别。因为孟晚舟被允许居住在位于温哥华的豪宅中，而两名加拿大人则被关押在条件恶劣得多的监狱里。他们最痛苦的磨难或许已经结束，但经历的创伤仍会持续下去。美媒則報導，稱孟晚舟案落幕算是告一段落，但會繼續搜索和對華為採取法律程序。孟晚舟的律师表示，孟没有认罪。华为公司回應，将继续维护公司权益。
《华盛顿邮报》评论中国释放「两个迈克尔」激怒该国的网络民族主义者，突显中国现在的尴尬境地。当孟晚舟25日晚上降落在深圳时，机场的人群用中国国旗和《歌唱祖国》欢迎这位华为高层回家。中国官方中央电视台大声疾呼，她的获释是中国政府捍卫人民实力的又一例证。《人民日报》称这一刻为胜利。然而，在美国司法部与孟达成协议数小时后，中国释放了加拿大公民康明凯和斯帕沃尔，中国民族主义评论员的困惑和质疑在国内削弱了这一胜利。前外交官康明凯和企业家麦克尔于2018年12月在中国分别被拘留，这被广泛认为是对加拿大因孟几天前应美国引渡要求而在温哥华被捕的报复。加拿大「两个迈克尔」在中国被关押了1000多天后回国 ，突显了北京现在所处的尴尬境地。中国当局多年来一直声称拥有针对两名加拿大公民「铁一般」的证据，同时在国内鼓吹民族主义以转移对其从事人质外交的批评。中国外交部发言人华春莹表示，两人都因医疗原因申请并获准保释。 在此之前，北京对释放「两名迈克尔」一事保持沉默，因为两人都以模糊的间谍罪名被关押近三年期间广为人知。其他互联网用户质问为什么中国媒体对加拿大人获释的报道如此之少，大多数官方媒体都只关注孟晚舟的归来，中国官媒《环球时报》在提及他们的获释时在英文版中写道「孟的案件与两名加拿大人的案件完全不同」。然而，有关中国发布的更多细节评论很快就被删除。比如中国维权律师刘晓原浏览量超过10万次的微信被撤下前写道，中国应该解释释放加拿大人的原因： 「现在释放了这两个犯罪「铁证如山」的外国人，是不是也该从法律上向全国人民做一个解释呢？向社会公开释放的理由，这不会涉及到国家秘密吧？」。作为与美国司法部交易的一部分，中国很少提及孟承认有不当行为。孟承认帮助隐瞒华为在伊朗的直接交易，这违反了美国的制裁。

#### 其他方面
曾因在印尼进行商业贿赂被美国扣押五年，并在返回国后出版《美国陷阱》一书的法国阿尔斯通公司前市场和销售总监弗雷德里克·皮耶鲁齐接受中国环球电视网（CGTN）主持人田薇远程视频专访时表示，自己没有孟晚舟女士那么幸运，没有得到公司和祖国的支持，而孟晚舟得到了华为公司和中国政府的鼎力相助，也让世界进一步认清了美国长臂管辖的真相。欧洲各国虽未明确表态，但他们十分乐意看到这种结果，因为这是第一次有国家正面回击美国的长臂管辖，对其他国家具有深刻意义，有助于类似问题的解决。
9月27日，国务委员兼外交部长王毅在参加联合国大会一般性辩论期间与委内瑞拉外长普拉森西亚通电话。普拉森西亚表示，委方坚决反对任何针对中国个人和企业的单边制裁，对中方在孟晚舟案上采取的坚定立场感到鼓舞和欣慰。
国际危机组织（ICG）对康明凯1,020天的磨难已经结束表示热烈欢迎，同时对各国对康明凯的支持表示谢意。ICG副总裁康福尔德·艾洛（Comfort Ero）发表声明：「在被北京拘留了1000多天后，我们的同事康明凯于9月24日与另一名加拿大人麥克爾一起获释，正返回与他们的家人团聚，我们很欣慰北京政府纠正了这个错误。ICG非常感谢许多为支持康明凯而不知疲倦地工作的人，并对加拿大与美国对康明凯的坚定支持，以及对迈克尔的妻子和其他家庭成员对他的自由勇敢和不懈的追求表示深切的感谢和钦佩。在监狱中度过了两年半多的时间里，康明凯始终以坚韧的人性面对悲剧。尽管遭受不公正和苦难，但他仍然保持坚强和积极，我们为你感到骄傲。我们为您成为国际危机组织大家庭的一员而感到自豪，欢迎康明凯可以回家」。
人权观察中国区观察员王亚秋（Yaqiu Wang）对北京释放两名加拿大公民表示欢迎，但在总结了许多人的想法，以及此案如何开创的先例后，对居住在中国的外国公民表示担忧：「你可以随时被中国政府当作人质，因为这种策略现在已经屡试不爽」。人权观察也在推特上表明，外界普遍堅信加拿大商人斯帕弗和加拿大前外交官康明凱被捕是中國對孟晚舟案的報復行動，藉此向渥太華施壓，中國領導層隨時準備用無辜之人作為籌碼，在其他國家獲得想要的東西。這是一個令人擔憂的發展。
澳大利亚国立大学《中国故事》（China Neican）制作人Yun Jiang对中国官媒强调孟晚舟案件是美国和加拿大「捏造」的述事，但忽略孟晚舟已承认有不当行为的细节评论。中国媒体的焦点是孟女士，而媒体正在讲述关于她获释的所谓「正能量」故事。中国官媒已经准备好叙述，孟晚舟是被不公平地监禁，是因为中国政府的压力才被释放，这是因为她很有钱，也很有名，这就是为什么中国政府特意为她开路。 洛伊国际政策研究所博士Jennifer Hsu则对此评论，孟晚舟在中国被视为英雄，是中国政府与美国和加拿大谈判策略的胜利者。相比之下，关于两名迈克尔的消息只公布了最低限度——因为如果公布再多的话，中国国内观众可能会认为这两起案件有着千丝万缕的联系。她认为审查制度也是一个因素，因为一党制国家在清除「有害」话题的细节方面拥有庞大的基础设施和资源，因此围绕两名迈克尔的其它话题出现在互联网或社交媒体平台上，它们已经被清除，或将被清除。Jennifer Hsu指出，审查制度不仅仅是删除内容，有时是强调一个故事的某些方面，这是中方指导和宣传的一部分。
孟晚舟回国一事在日本引发广泛关注和热烈讨论，多家媒体对此全程报道，并将2010年中国渔船冲撞日本巡逻船事件中，中国扣押了4名日本人引起人质外交事件相提并论。 
美籍漫画家王立銘以“在加拿大被捕的华为首席财务官孟晚舟返回中国，这个消息让整个国家的人民都兴奋，但同时却饱受泡沫经济破灭和停电之苦”评论在中国各地出现大面积停电的时候，大多数中国人认为自己已经打败了美国，甚至连投资恒大集团失败的人都兴奋表示，孟晚舟在国外被软禁了三年也不屈不挠，人民只是停止建造自己所投资的房屋。但他们不明白，对于是像孟晚舟这样的特权阶层来说，他们只是可以随意处置的“韭菜”而已。 
日本时事新闻评论员西村哲认为中方在宣传中掩盖了对美方作出重大让步的事实，只强调孟晚舟没有认罪的宣传是不准确的，因为孟晚舟也承认向香港的金融机构作出虚假陈述，因此该事件的和解是中美双方让步的结果。而中方在孟晚舟被捕后立即释放了两名被拘捕的加拿大人，等于承认了展开「人质外交」的事实。另一篇日本评论则认为，中国政府利用拘留商人在谈判中取得优势，会促使西方企业重新考虑是否向中国派遣员工，进而对中国经济造成沉重打击。
中国环球时报记者报道，与以往攻击、抹黑中国不同，此次大量日本民众支持中国，佩服中国抗争的决心和勇气，其中很多人认为：面对美国挑起的贸易争端，如果当年日本也能像中国一样抗争，或许就不会陷入“失落的三十年”。社科院研究员吕耀东认为日本的舆论表明，日本民众意识到日本与美国的盟国关系并不对等，孟晚舟回国事件激发了日本民众对政府的强烈不满。
美国自由亚洲电台报道，中国异见作家陈破空解读孟晚舟事件时表示，华为公司及其作为几乎触及了中美贸易战、中美全面对抗的所有敏感点，同时中共文宣系统蓄意隐瞒孟晚舟遭拘捕的完整故事及其犯罪事实刮起一阵阵民族主义狂热，另外任正非和华为公司背后，有着深厚的军方、国安和公安背景足以给习近平构成威胁。

## “人質外交”的指控

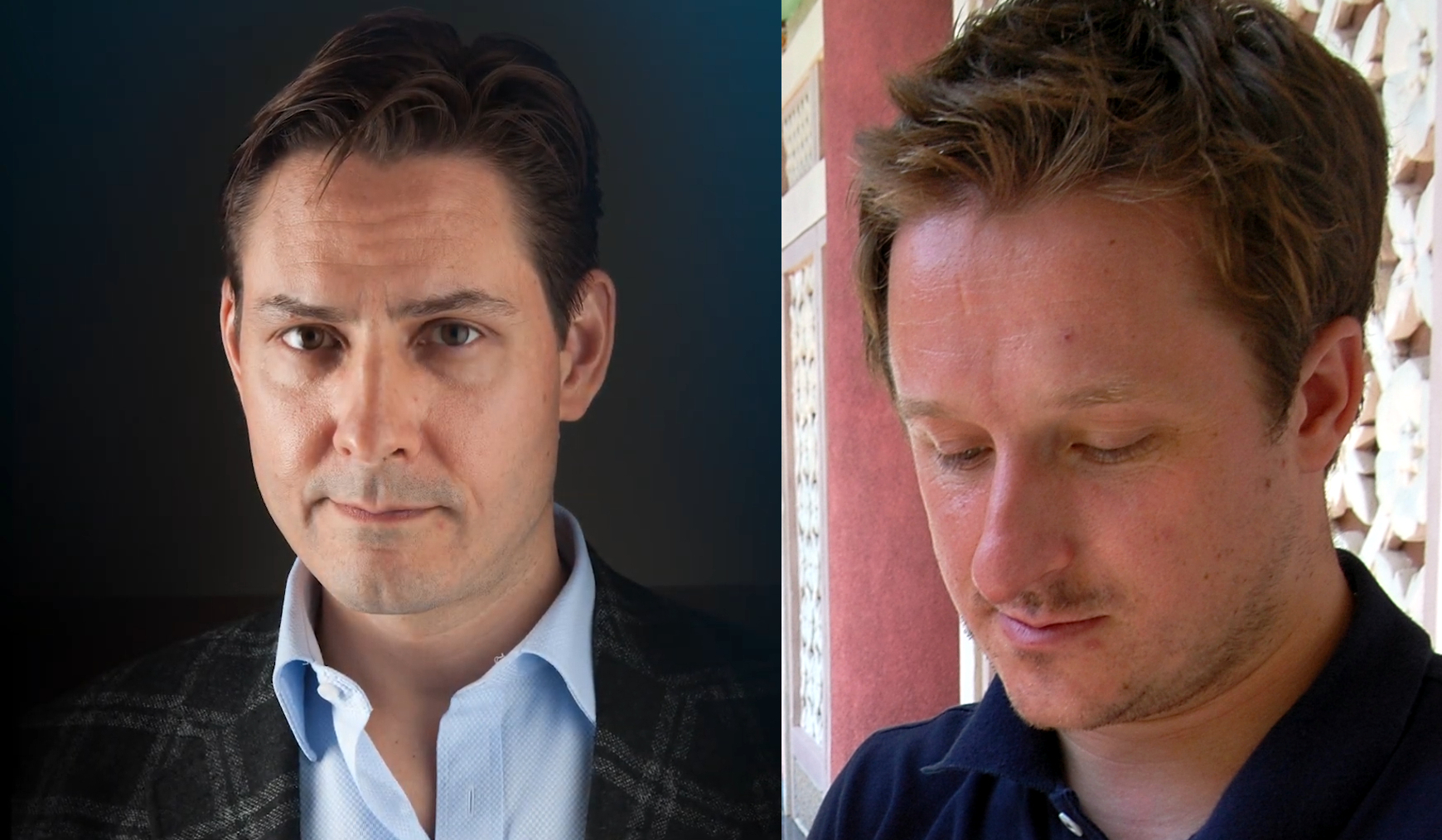
事件中遭中國拘禁兩名加拿大公民；前外交官員康明凱和商人迈克尔·斯帕弗

值得注意的是，孟晚舟遭拘禁之后，国际危机组织东北亚高级顾问、前加拿大外交官东北亚高级顾问康明凱於2018年12月10日在北京被国家安全机关拘留。外界普遍猜测此举是否报复行动，中華人民共和国外交部发言人陆慷表示如果康明凯是因在中国大陸从事未经注册的相关活动，可能违反《中华人民共和国境外非政府组织境内活动管理法》。
不久后，加拿大外交部长方慧兰证实该国另一名公民在中国遭到逮捕，外界猜测此为中方的报复行动。据《环球时报》消息，这位加拿大人是迈克尔·斯帕弗（Michael Spavor），他在丹东市开办非盈利组织专营朝鲜旅游业务，公司接待客人包括美国职业篮球联赛巨星丹尼斯·罗德曼，而斯帕弗本人和朝鲜政府官员的关系也很要好。2018年12月10日，斯帕弗因涉嫌从事危害中国国家安全的活动，被丹东市国家安全局依法审查。
2018年12月19日，加拿大证实第三名加拿大公民被中国政府扣押，但没有透露身份，外界猜测此为中方的报复行动。2018年12月20日，中国外交部确认了在华被抓的第三位加拿大人是萨拉·麦卡福（Sarah McIver），中国外交部发言人华春莹表示，麦卡福是因非法就业被中国地方公安机关处以行政处罚，与此前因涉嫌从事危害中国国家安全的活动而被拘留的两名加拿大公民康明凯和迈克尔性质不同。
2019年1月14日，加拿大籍毒贩罗伯特·劳埃德·谢伦伯格（Robert Lloyd Schellenberg）此前被辽宁省大连市中级法院判处有期徒刑15年，上诉后被发还重审，依据检方提供的《补充起诉决定书》，大连中院重审一审改判处谢伦伯格死刑。他的律师称，“他没有新的犯罪事实，所以不能加重被告人的刑罚”认为判决违反了“上诉不加刑”的法律规定。中国观察家利明璋形容，“人质外交升级为行刑外交，这整个过程都是设好来干预加拿大的司法程序，威胁加拿大释放孟晚舟。”林维教授、黄风教授等中国法学教授认为大连市中院的判决符合“有新的犯罪事实，人民检察院补充起诉”的情形，不适用“上诉不加刑”的条文。
2021年斯帕弗因刺探国家秘密等理由，被判处11年有期徒刑並驅逐出境，隨後不久在孟晚舟被释放后，中国政府随后也释放了兩名加拿大公民，美方表示歡迎。
2022年，《华尔街日报》批露了美中雙方密議人質交換的過程稱，在拜登上台後，中共中央總書記習近平視孟晚舟案為美中關係修復的障礙之一，习近平指定外交部副部長謝鋒結束這個僵局，並為此下了100多道指示。

### 各方评价及回应
美国政府否认孟晚舟案和两个加拿大人的案件有关联，并表示不存在「囚犯交換」，与孟晚舟和解是美国的司法部门独立做出决定。中国政府也声明两个案件性质不同且没有关联。
对于“人质外交”的指控，中国外交部发言人在例行记者会上回应称这是美国等西方媒体通过散布“虚假信息”来“抹黑污蔑”中国，并声明康明凯、迈克尔涉嫌危害中国国家安全犯罪，犯罪事实确凿，两人也承认自己犯罪，并亲笔书写了认罪悔罪的文件。美国才是“人质外交”和“胁迫外交”的“开山鼻祖”，美国通过自己的政策和行动，向世界提供了很多胁迫外交的经典案例，并以法国阿尔斯通公司被美国“围猎”进行佐证。
德国媒体发布评论写到“两名加拿大人被中国扣为人质，他们被隔离关押，从未得到过公正的司法审理。中国目的很明确，就是要报复加拿大对华为高管孟晚舟的司法审理，迫使加拿大司法当局释放华为高管孟晚舟。国际社会绝不应屈服于中国的人质外交，任何一个国家都有可能成为下一个胁迫对象”。风传媒称中国完全坐实了国际社会对中国“人质外交”的指控。

## 其他影響
随着孟晚舟遭到逮捕，中加关系也陷入了冰点期。
孟晚舟被捕之消息傳出後，华为之全球供應鏈伙伴，如台積電、舜宇光學等，股價應聲急挫，同時也波及如中興、鴻海等亞洲同業，使其股價下瀉；而其歐洲對手愛立信和諾基亞兩者的股價則上升。亞洲股市也出現大跌，隨後影響歐洲股市和美國股市，中美貿易戰也因此事再起風雲。其后受到此事件影响，加拿大不列颠哥伦比亚省亚洲林业贸易代表团取消了对华行程。12月6日，美国企业的高层在新加坡Google亚太总部举办的闭门安全会议上表示，如非必要，尽量不要前往中国大陸，以免遭中華人民共和国政府报复，并考虑将一些会议地点改成中国以外之地方。
加拿大羽绒服品牌加拿大鹅原计划于12月15日在北京市设立专卖店，孟晚舟事件发生后，加拿大鹅在中国媒体平台遭遇抵制，股价也不断下跌，12月14日，加拿大鹅宣布因施工缘故推迟新店的开业时间，12月28日正式开业，但开业后生意依旧火爆，多款产品当天售罄。
2019年3月5日，加拿大谷物加工厂商李察逊国际公司证实，中華人民共和国已禁止从该公司进口油菜籽。针对禁令原因，中華人民共和国外交部发言人陆慷表示，近期中国海关多次在从加拿大进口的油菜籽中检出危险性有害生物，因此根据法律法规和国际惯例作出暂停进口的决定，但外界猜测此为中方的报复行动。
法国国际广播电台援引台湾媒体上報（英語：Up media）的报道称「孟晚舟被捕也使得中國大陸在管轄權順序上居於劣勢，中國大陸為求反制，希望在香港掌握類似的法律籌碼，藉香港特首職權，將『觸犯中國法律』而身處香港的中國大陸人及外國人移送至中國大陸受審，香港特首林鄭月娥以潘曉穎命案為契機提交《逃犯條例》修正草案，將中國大陸司法區納入逃犯移交對象，但條例的內容引發香港社會強烈疑慮，且林鄭月娥在完成修例過於急促以及強硬，最終導致『反對逃犯條例修訂草案運動』的爆發，中國大陸政府也引來了國際社會的高度矚目及其施壓。」
2021年2月15日，加拿大发起一项以任意拘留为基础的《反对在国与国关系中任意拘押宣言》，获得58个国家同共签署。宣言目的是谴责和监督全球范围内，外国公民被其它国家企图利用他们的关系，以谋取外交利益的逮捕、判刑和拘留的行为。加拿大外交部长马克·加诺表明，这项宣言就是要告诉那些因外交利益而被任意拘留的人们并不孤单，签署宣言的国家将与他们站在一起，并批评那些任意逮捕、判刑和拘留这种非法和不道德的做法破坏了法治，也违反了包括《世界人权宣言》和《公民权利和政治权利国际公约》在内的多项国际人权法。该宣言被视为是加拿大为了营救被扣押的国民所作出的外交努力。
2021年10月，加拿大環球郵報報導， 在中國政府釋放兩名加拿大人後一周內進行的一項對象為加拿大人的民意調查顯示：反對華為參與5G的受訪者比例從53%上升至76%，只有10%表示允許。69%的人表示加拿大應推遲對中華人民共和國的貿易談判，而支持繼續談判的加拿大人由2019年的43%下降到19%。另外，87%的加拿大人支持加拿大與美國、英國、澳洲一起遏制中國不斷增長的力量。43%的加拿大人認為加拿大政府與中華人民共和國的關係應為“不友好”，而認為應維持友好的比例為12%。民意調查專家Nik Nanos稱加拿大人看法的改變可以側面反映了其他西方國家對中華人民共和國看法的變化。
2021年12月9日加拿大外交部長赵美兰表示，在與康明凱和迈克尔·斯帕弗的案例進行商討後，加拿大就中国“侵犯人权”的行为，对即將在2022年2月舉辦的北京冬季奥运会发起外交抵制。加拿大奥委会认为“体育的力量来自于团结而非孤立”，表示很高兴能来北京参加冬季奥运会并对政府决定表示尊重。中国驻加拿大使馆发言人表示先前并未邀请加拿大的官员参加冬奥会，认为加拿大外交抵制的做法“违背”奥林匹克精神。
2023年11月~12月期间，加拿大《环球邮报》报道到，加拿大政府计划同意签署给“两个迈克尔”数百万加元的赔偿方案，以补偿他们在中国监狱恶劣条件下被关押近三年。其中斯帕弗提起的诉讼提到康明凯在担任外交官期间曾为全球安全报告项目（Global Security Reporting Program，GSRP）——加拿大一个在热点地区为政府收集与安全有关的信息的情报项目——工作过，斯帕弗认为两人被捕是因为他向康明凯提供了北朝鲜的情报，而后者将这些情报提供给加拿大政府与五眼联盟。斯帕弗的律师提出寻求1,050万加元的赔偿，认为GSRP在中国的运作方面存在严重过失，但政府则只准备赔偿每人约3百万加元。而中国政府则据此引述表示并没有搞任意拘押。

### 类似事件
- 弗雷德里克·皮耶鲁齐
- 中国渔船与日本巡逻船钓鱼岛相撞事件
- 东芝事件
- 诺瓦泰克（俄语：Новатэк）[註 3]
- 中国行动计划
- 王擎
- 郑颂国
- 陈刚
- 保罗·惠兰

### 其他
- 人质外交
- 长臂管辖权